# Шеено
Шеено — деревня в Краснинском районе Смоленской области России. Входит в состав Павловского сельского поселения. Население — 21 житель (2007 год).
Расположена в западной части области в 14 км к юго-западу от Красного, в 17 км юго-западнее автодороги Р135 (Смоленск — Красный — Гусино), на берегу реки Еленка. В 24 км северо-западнее деревни расположена железнодорожная станция О.п. 478-й км на линии Москва — Минск.

## История
В годы Великой Отечественной войны деревня была оккупирована гитлеровскими войсками в июле 1941 года, освобождена в сентябре 1943 года.